# Brian Yorkey

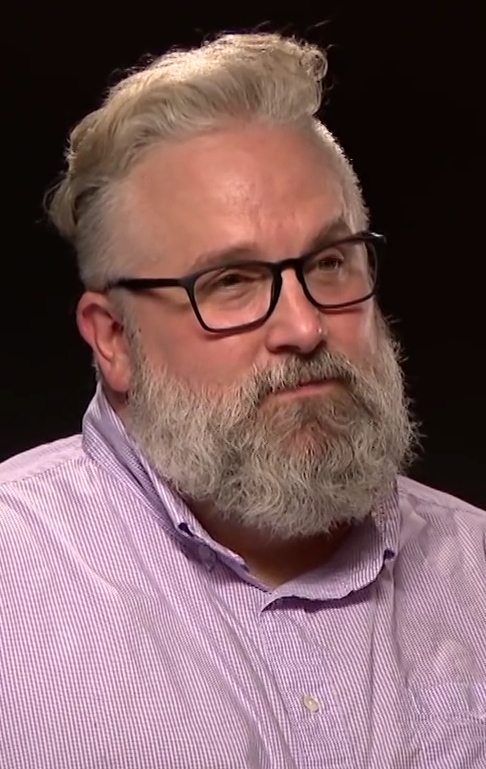
Brian Yorkey (2018)

Brian Yorkey (* 23. Oktober 1970 in Omaha, Nebraska) ist ein US-amerikanischer Dramatiker und Liedtexter, der 2010 für das Libretto zum Musical Next to Normal den Pulitzer-Preis für Theater sowie den Tony Award 2009 für die beste Originalmusik erhielt.

## Leben
Im Alter von 10 Jahren zog Yorkey mit seiner Familie nach Issaquah im Bundesstaat Washington. Er besuchte die dortige High School und schloss sie 1989 ab. Danach studierte er an der Columbia University in New York.
Yorkey verfasste zunächst einige Theaterstücke wie sein Debüt Funny Pages (1993). Seinen bisher größten Erfolg hatte er mit dem Libretto zum Musical Next to Normal (2008) für das er 2010 den Pulitzer-Preis für Theater sowie 2009 den Tony Award für die beste Originalmusik erhielt. Daneben war es auch für den Tony Award für das beste Musical nominiert.
Yorkey entwickelte die 2017 angelaufene Serie Tote Mädchen lügen nicht, die auf dem gleichnamigen Roman von Jay Asher basiert.

## Musicals
- Book Of Jobs (Theaterstück)
- 1993: Funny Pages
- 1998: Making Tracks
- 2003: The Wedding Banquet
- 2005: Play it by Heart
- 2008: Next to Normal (Musik Tom Kitt)
- 2014: If/Then (Musik Tom Kitt)
- 2014: The Last Ship (Musik Sting)

## Film
- 2017: Tote Mädchen lügen nicht (Netflix-Serie, engl. 13 Reasons Why)
- 2022: Echoes (Netflix-Miniserie)